# Matthias Weger
Matthias Weger (* 3. Januar 1996) ist ein italienisch-österreichischer Abenteurer und Extremsportler, der in den Disziplinen Kajakfahren, Gleitschirmfliegen, Skifahren und Bergsteigen aktiv ist. Weger ist für seine Vielseitigkeit bekannt, indem er diese Sportarten kombiniert und durch seine Filmprojekte dokumentiert.

## Leben und Karriere
Matthias Weger begann seine sportliche Laufbahn in der olympischen Disziplin im Kanuslalom. und nahm bis 2014 für Italien und ab 2015 für Österreich an mehreren Weltmeisterschaften und Europameisterschaften teil. Dabei gewann er in der Altersklasse U23 unter anderem eine Silbermedaille bei der U23-Weltmeisterschaft in Krakau, eine Bronzemedaille im Team bei der U23-Weltmeisterschaft in Ivrea und eine Silbermedaille im Team bei der U23-Europameisterschaft in Liptovský Mikuláš.
Nach seiner erfolgreichen Karriere im Kanuslalom verlagerte Weger seinen Fokus auf das Wildwasser-Kajakfahren und den alpinen Raum. Neben einigen Kajak-Expeditionen nach Pakistan, Indien, Brasilien, Chile und Mexiko, bei denen Weger gemeinsam mit seinen Expeditionsteilnehmern mehrere Erstbefahrungen gelangen, war er auch im Wettkampfsport aktiv. Dabei gewann er in den Jahren 2020, 2021 und 2022 die Europameisterschaft im Extrem-Kajak und sicherte sich bei der Weltmeisterschaft 2023 eine Bronzemedaille im Rahmen des King of the Alps, einem der bedeutendsten Wildwasser-Kajak-Wettbewerbe in Europa.
Alpinistisch ist Matthias Weger in einer Vielzahl von Disziplinen aktiv, darunter Gleitschirmfliegen, Skifahren, Skitouren, Eisklettern und Alpinklettern.

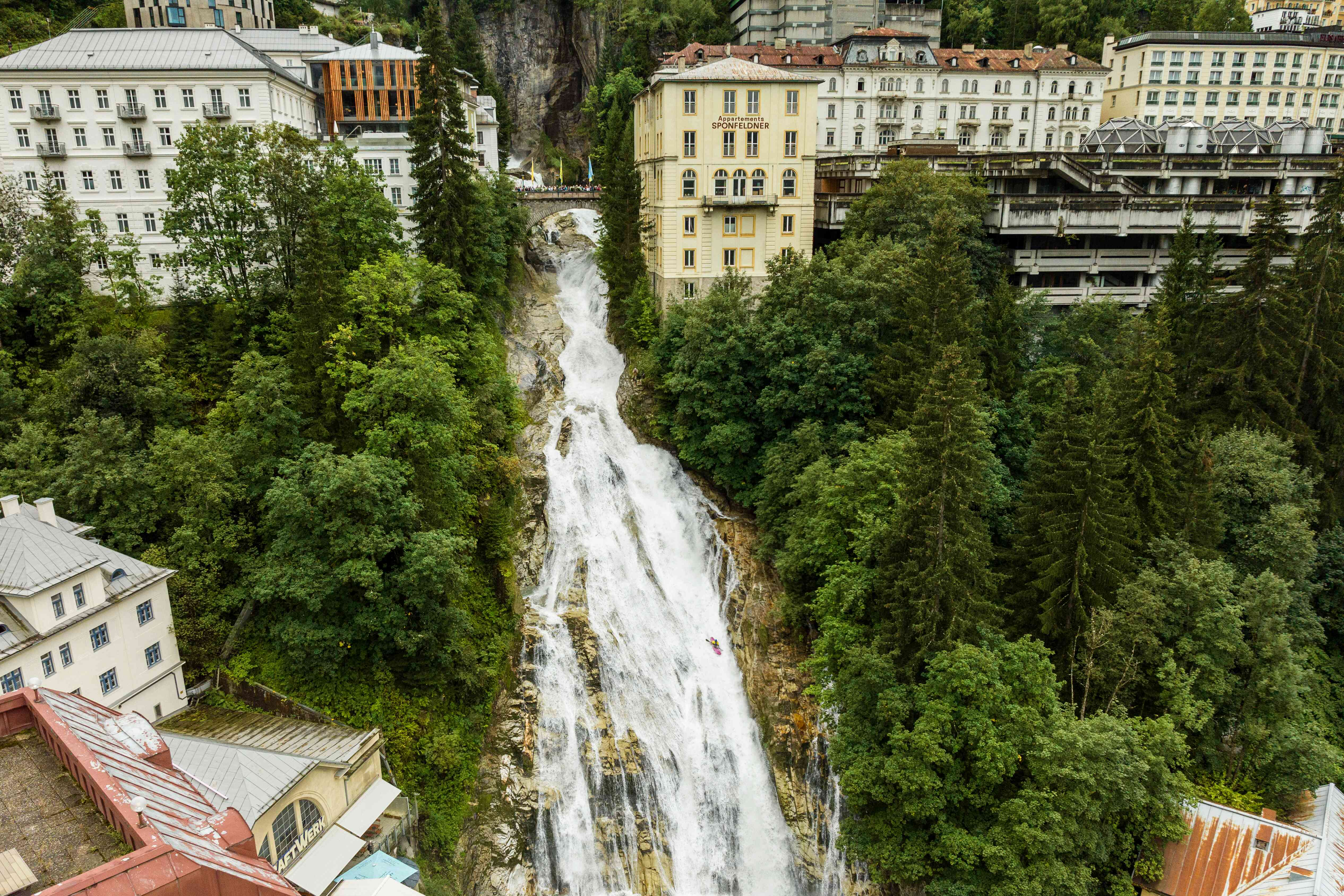
Matthias Weger bei der Erstbefahrung des Bad Gasteiner Wasserfalls

Am 19. August 2021 gelang Matthias Weger die Erstbefahrung des Bad Gasteiner Wasserfalls im Kajak, welcher mit einer Fallhöhe von 34 Metern als der höchste jemals in Europa befahrene Wasserfall gilt. 
Mit Videoclips hat Matthias Weger immer wieder für Aufsehen gesorgt. In den Jahren 2020, 2021 und 2022 gewann er mit einem Video beim Gleitschirmfliegen und einem Kajakvideo die GoPro-Million-Dollar-Challenge. Matthias Weger hat sich durch seine Leistungen im Kajaksport und seine Abenteuer im alpinen Raum einen Namen gemacht. Seine Expeditionen und Wettkämpfe finden regelmäßig Beachtung in verschiedenen Medien, darunter Sportzeitschriften, Online-Plattformen, Fernsehberichte sowie die von den Weger-Brüdern produzierte YouTube-Serie Alpine Worlds. In dieser Serie dokumentieren die Brüder ihre Erlebnisse im Extrem- und Alpinsport und bieten Einblicke in die Herausforderungen und Schönheiten der Natur.